# Tösstalbahn
La Tösstalbahn è una linea ferroviaria a scartamento normale della Svizzera.

## Storia
La linea nacque per collegare le industrie della valle del fiume Töss a Winterthur. Proposta sin dal 1855, il 19 giugno 1871 si costituì sotto l'impulso del sindaco di Winterthur Johann Jakob Sulzer  la Tössthalbahn-Gesellschaft (TTB), per costruire ed esercitare la linea. La prima tratta, tra Winterthur e Bauma, aprì il 4 maggio 1875, mentre la sezione Bauma-Wald seguì il 15 ottobre 1876.
Il 29 settembre 1876 era stata inaugurata la tratta Wald-Rüti, che collegava Wald a Rüti, località situata sulla linea Wallisellen-Rapperswil. La ferrovia fu costruita dalla Eisenbahngesellschaft Wald-Rüti (WR), costituitasi il 3 novembre 1872, che ne affidò l'esercizio alle Ferrovie Svizzere Unite (VSB). Con la nazionalizzazione della VSB l'esercizio della WR passò dal 1º luglio 1902 alle Ferrovie Federali Svizzere (FFS), le quali affidarono alla TTB il 1º ottobre 1906 il servizio dei treni e della trazione per un periodo di tre anni, rinnovato alla scadenza; le FFS mantennero la gestione finanziaria e il servizio di manutenzione della linea.
In seguito a trattative tra la Confederazione, la TTB e la WR, nel 1917 vennero acquistate la ferrovia della Tösstal e la Wald-Rüti; l'acquisizione venne confermata con legge del 10 giugno 1918, e il successivo 1º ottobre (con effetto retroattivo al 1º gennaio) la linea entrò a far parte della rete delle FFS, mentre la TTB venne messa in liquidazione l'anno successivo, così come la WR.
Il 30 aprile 1944 fu elettrificata la tratta Wald-Rüti; il 7 ottobre 1951 toccò alla Winterthur-Wald.

## Caratteristiche
La linea, a scartamento normale, è lunga 43,67 km, è elettrificata a corrente alternata monofase con la tensione di 15.000 V alla frequenza di 16,7 Hz; la pendenza massima è del 30 per mille. È interamente a binario unico.

### Percorso
| Continuation backward |

| Station on track |

|  | Unknown route-map component "ABZgl" | Unknown route-map component "CONTfq" |

| Station on track |

| Station on track |

| Stop on track |

| Station on track |

| Stop on track |

| Station on track |

| Station on track |

| Station on track |

| Station on track |

| Unknown route-map component "CONTgq" | Unknown route-map component "ABZgr" |  |

| Enter and exit short tunnel |

| Stop on track |

| Station on track |

| Stop on track |

| Enter and exit short tunnel |

| Enter and exit short tunnel |

| Enter and exit short tunnel |

| Station on track |

| Unknown route-map component "hKRZWae" |

| Station on track |

| Unknown route-map component "CONTgq" | Unknown route-map component "ABZg+r" |  |

| Unknown route-map component "hKRZWae" |

| Station on track |

| Continuation forward |

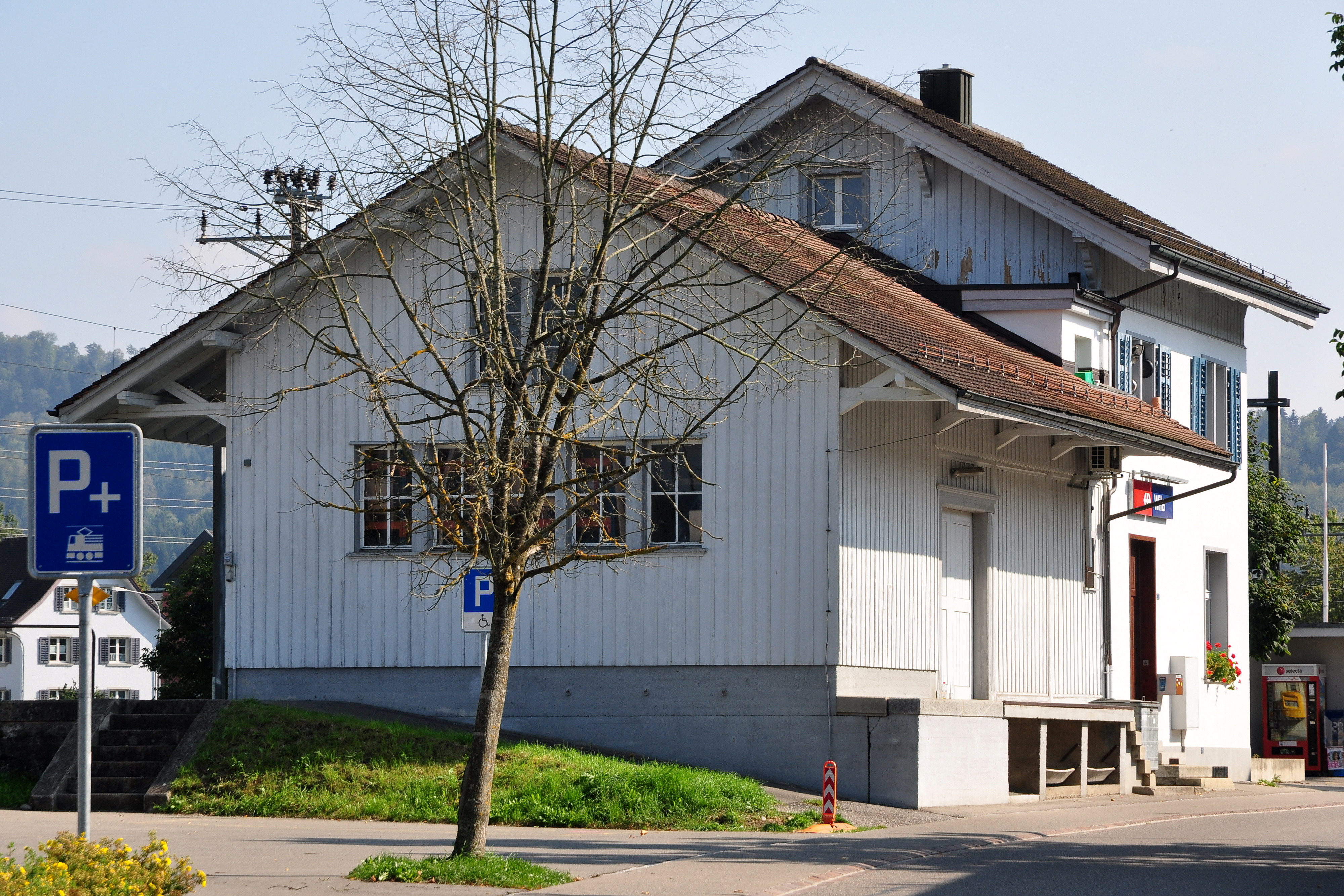
La stazione di Wila

La linea parte dalla stazione di Winterthur Grüze, sulla ferrovia Winterthur-San Gallo, dotata di caratteristiche pensiline in prefabbricati di cemento progettate da Hans Hilfiker (autore per le FFS anche del celebre orologio di stazione), realizzate nel 1954 e classificate come bene culturale di importanza regionale. Lasciata Winterthur, la linea segue il corso del fiume Töss fino a Steg; a Bauma si diparte la linea turistica per Hinwil.
Da Wald la tratta corre parallela al fiume Jona, confluendo a Rüti nella ferrovia Wallisellen-Rapperswil.